# Усечённая треугольно-шестиугольная мозаика
| Усечённая треугольно-шестиугольная мозаика | Усечённая треугольно-шестиугольная мозаика                      |
| ------------------------------------------ | --------------------------------------------------------------- |
|                                            |                                                                 |
| Тип                                        | Полуправильная мозаика                                          |
| Конфигурация вершины                       | 4.6.12                                                          |
| Символ Шлефли                              | tr{6,3} или {\displaystyle t{\begin{Bmatrix}6\\3\end{Bmatrix}}} |
| Символ Витхоффа                            | 2 6 3 \|                                                        |
| Симметрии                                  | p6, [6,3]+, (632)                                               |
| Диаграммы Коксетера — Дынкина              | node_1 · 6 · node_1 · 3 · node_1                                |
| Двойственная мозаика                       | Кисромбическая мозаика                                          |
| Акроним Бауэрса                            | Othat                                                           |
| Свойства                                   | изогональная                                                    |

Усечённая треугольно-шестиугольная мозаика — это одна из восьми однородных мозаик на евклидовой плоскости. 
Мозаика имеет один квадрат, один шестиугольник и один двенадцатиугольник в каждой вершине.  
Её символ Шлефли tr{3,6}.

## Имена
| Название усечённая треугольно-шестиугольная мозаика аналогично названиям Усечённый кубооктаэдр и Ромбоусечённый икосододекаэдр, но в некотором смысле вводит в заблуждение. Настоящее усечение тришестиугольной мозаики имеет прямоугольники, а не квадраты, а его шестиугольные и двенадцатиугольные грани не могут одновременно быть правильными. Альтернативными взаимозаменяемыми названиями являются: - Большая ромбитришестиугольная мозаика - Ромбоусечённая треугольно-шестиугольная мозаика - Всеусечённая шестиугольная мозаика, всеусечённая треугольная мозаика - Конвей назвал её truncated hexadeltille (усечённый шестипаркет). | Тришестиугольная мозаика и её усечение |

## Однородная раскраскаs
Существует только одна однородная раскраска усечённой треугольно-шестиугольной мозаики. 
2-Однородная раскраска имеет два цвета шестиугольников. 3-Однородная раскраска может иметь 3 цвета двенадцатиугольников и 3 цвета квадратов.
|           | 1-однородная       | 2-однородная         | 3-однородная         | 3-однородная         |                      |
| --------- | ------------------ | -------------------- | -------------------- | -------------------- | -------------------- |
| Раскраска |                    |                      |                      |                      |                      |
| Симметрия | p6m, [6,3], (*632) | p3m1, [3[3]], (*333) | p3m1, [3[3]], (*333) | p3m1, [3[3]], (*333) | p3m1, [3[3]], (*333) |

## Свазанные 2-однородные мозаики
Усечённая треугольно-шестиугольная мозаика имеет три связанные 2-однородные мозаики, 
одной из которых является 2-однородная раскраска полуправильной ромбитришестиугольной мозаики. 
Первая мозаика разбивает шестиугольники на 6 треугольников. Другие два разбивает двенадцатиугольники на центральный шестиугольник и окружающие его 
на треугольники и квадраты в двух различных ориентациях.
| Полуправильные | Разбиения | Полуправильные | 2-однородные | 2-однородные | 3-однородные |
| -------------- | --------- | -------------- | ------------ | ------------ | ------------ |
|                |           |                |              |              |              |
| Двойственные   | Вставки   |                |              |              |              |
|                |           |                |              |              |              |

## Упаковка кругов
Усечённая треугольно-шестиугольная мозаика может быть использована для упаковка кругов, если разместить круги одинакового диаметра с ценрами в каждой точке. 
Тогда каждый круг соприкасается с 3 другими окружностями в упаковке (контактное число). 

## Разделенная ромбическая мозаика
| Разделенная ромбическая мозаика | Разделенная ромбическая мозаика            |
| ------------------------------- | ------------------------------------------ |
|                                 |                                            |
| Тип                             | Двойственная полуправильной мозаике        |
| Конфигурация грани              | V4.6.12 3.3.3.4.4                          |
| Символ Шлефли                   | {3,6}:e s{∞}h1{∞}                          |
| Символ Витхоффа                 | 2 \| 2 (2 2)                               |
| Группа обоев                    | p6m, [6,3], (*632)                         |
| Группа вращений                 | p6, [6,3]+, (632)                          |
| Диаграммы Коксетера — Дынкина   | node_f1 · 3 · node_f1 · 6 · node_f1        |
| Двойственная мозаика            | усечённая треугольно-шестиугольная мозаика |
| Свойства                        | гранетранзитивная                          |

Разделенная ромбическая мозаика или 3-6 разделенная ромбическая мозаика — это мозаика на евклидовой плоскости. 
Мозаика строится конгруэнтными треугольниками 30-60-90 с 4, 6 и 12 треугольниками в каждой вершине.
Разделение граней этих мозаик создаёт разделенную ромбическую мозаику. 
- 3-6 дельтоидальная
- ромбическая
- шестиугольная
- шестиугольная
- треугольная
- треугольная
(как шестиразделённая шестиугольная)
- триразделённая треугольная[англ.]

из которой она может быть создана как частичное усечение.

### Построение из ромбической мозаики
Конвей называет её kisrhombille 
(kis означает операцию деления, применённой здесь к ромбической мозаике). 
Более точно можно назвать её 3-6 разделённой ромбической мозаикой, чтобы отличить её от других похожих гиперболических мозаик, 
наподобие 3-7 разделённой ромбической мозаики.
Мозаику можно рассматривать как равностороннюю шестиугольную мозаику с каждым шестиугольником, 
разделённым на 12 треугольников из центральной точки. 
(Альтернативно мозаику можно рассматривать как разделённую треугольную мозаику, разделённую на 6 треугольников, 
или как бесконечная конфигурация прямых из шести параллельных семейств.)
Мозаика обозначена как V4.6.12, поскольку каждая треугольная грань имеет три типа вершин - одна с 4, одна с 6 и одна с 12 треугольниками.

### Симметрия
Треугольники разделенной ромбической мозаика представляют фундаментальные области p6m, [6,3] (*632 Орбифолдная нотация) симметрии группы обоев. 
Есть ряд подгрупп с малым индексом, построенных из [6,3] путём удаления зеркал и альтернации. 
[1+,6,3] образует симметрию *333, показанную как красные линии зеркал. 
[6,3+] создаёт симметрию 3*3. [6,3]+ является подгруппой вращений. 
Коммутатором является [1+,6,3+], который имеет симметрию 333. 
Подгруппа с индексом 6, построенная как [6,3*], также становится (*333), показанной как синие линии зеркал, и она имеет собственную вращательную симметрию 333 с индексом 12.
| Подгруппы с малым индексом [6,3] (*632) | Подгруппы с малым индексом [6,3] (*632) | Подгруппы с малым индексом [6,3] (*632) | Подгруппы с малым индексом [6,3] (*632) | Подгруппы с малым индексом [6,3] (*632) | Подгруппы с малым индексом [6,3] (*632) | Подгруппы с малым индексом [6,3] (*632) | Подгруппы с малым индексом [6,3] (*632) | Подгруппы с малым индексом [6,3] (*632) | Подгруппы с малым индексом [6,3] (*632) | Подгруппы с малым индексом [6,3] (*632) | Подгруппы с малым индексом [6,3] (*632) |
| Индекс | 1                                       | 2                                       | 2                                       | 3                                       | 6                                       | 6                                       |                                         |                                         |                                         |                                         |                                         |
| --- | --------------------------------------- | --------------------------------------- | --------------------------------------- | --------------------------------------- | --------------------------------------- | --------------------------------------- | --------------------------------------- | --------------------------------------- | --------------------------------------- | --------------------------------------- | --------------------------------------- |
| Диаграмма |                                         |                                         |                                         |                                         |                                         |                                         |                                         |                                         |                                         |                                         |                                         |
| Межд.(орб.) (орб.) Коксетер | p6m (*632) · [6,3] = =                  | p3m1 (*333) · [1+,6,3] = =              | p31m (3*3) · [6,3+] =                   | cmm (2*22)                              | pmm (*2222)                             | p3m1 (*333) · [6,3*] = =                |                                         |                                         |                                         |                                         |                                         |
| Прямые подгруппы |                                         |                                         |                                         |                                         |                                         |                                         |                                         |                                         |                                         |                                         |                                         |
| Индекс | 2                                       | 4                                       | 4                                       | 6                                       | 12                                      | 12                                      |                                         |                                         |                                         |                                         |                                         |
| Диаграмма |                                         |                                         |                                         |                                         |                                         |                                         |                                         |                                         |                                         |                                         |                                         |
| Межд.(орб.) Коксетер | p6 (632) · [6,3]+ =                     | p3 (333) · [1+,6,3+] = =                | p3 (333) · [1+,6,3+] = =                | p2 (2222)                               | p2 (2222)                               | p3 (333) · [1+,6,3*] = =                |                                         |                                         |                                         |                                         |                                         |
| Замечание: Операция + в нотации Коксетера заменяет отражения вращениями. Когда данная операция применяется к группе Коксетера, подгруппа называется прямой подгруппой, поскольку остаются лишь прямые изометрии без отражений. |                                         |                                         |                                         |                                         |                                         |                                         |                                         |                                         |                                         |                                         |                                         |

## Связанные многогранники и шаблоны
Существует восемь однородных мозаик, которые могут быть основаны на правильной шестиугольной мозаике (или двойственной треугольной мозаике). 
Если рисовать плитки красными на месте исходных граней, жёлтым на месте исходных вершин и синим вдоль исходных рёбер, существует 8 форм, 7 из которых топологически различны. 
(Усечённая треугольная мозаика топологически идентична шестиугольной мозаике.)
| {6,3}                              | t{6,3}                         | r{6,3}                       | t{3,6}                         | {3,6}                        | rr{6,3}                        | tr{6,3}                          | sr{6,3}                          | s{3,6}                         |
| node_1 · 6 · node · 3 · node       | node_1 · 6 · node_1 · 3 · node | node · 6 · node_1 · 3 · node | node · 6 · node_1 · 3 · node_1 | node · 6 · node · 3 · node_1 | node_1 · 6 · node · 3 · node_1 | node_1 · 6 · node_1 · 3 · node_1 | node_h · 6 · node_h · 3 · node_h | node · 6 · node_h · 3 · node_h |
|                                    |                                |                              |                                |                              |                                |                                  |                                  |                                |
| 63                                 | 3.122                          | (3.6)2                       | 6.6.6                          | 36                           | 3.4.12.4                       | 4.6.12                           | 3.3.3.3.6                        | 3.3.3.3.3.3                    |
| Двойственные им однородные мозаики |                                |                              |                                |                              |                                |                                  |                                  |                                |
|                                    |                                |                              |                                |                              |                                |                                  |                                  |                                |
| V63                                | V3.122                         | V(3.6)2                      | V63                            | V36                          | V3.4.12.4                      | V.4.6.12                         | V34.6                            | V36                            |

### Варианты симметрии
Эта мозаика может считаться членом последовательности однородных мозаик с вершинной фигурой (4.6.2p) и диаграммой Коксетера — Дынкина .  
Для p < 6 членами последовательности являются всеусечённые многогранники (зоноэдры), 
которые показаны ниже как сферические мозаики. 
Для p > 6 мозаики являются гиперболическими, начиная с усечённой треугольно-семиугольной мозаики.
| Симметрия *n32 n,3 | Сферическая | Сферическая | Сферическая | Сферическая | Евклидова  | Компактная гиперболическая | Компактная гиперболическая | Паракомп.  | Некомпактная гиперболическая | Некомпактная гиперболическая | Некомпактная гиперболическая | Некомпактная гиперболическая |
| Симметрия *n32 n,3 | *232 [2,3]  | *332 [3,3]  | *432 [4,3]  | *532 [5,3]  | *632 [6,3] | *732 [7,3]                 | *832 [8,3]                 | *∞32 [∞,3] | [12i,3]                      | [9i,3]                       | [6i,3]                       | [3i,3]                       |
| ------------------ | ----------- | ----------- | ----------- | ----------- | ---------- | -------------------------- | -------------------------- | ---------- | ---------------------------- | ---------------------------- | ---------------------------- | ---------------------------- |
| Фигуры             |             |             |             |             |            |                            |                            |            |                              |                              |                              |                              |
| Конфигурация       | 4.6.4       | 4.6.6       | 4.6.8       | 4.6.10      | 4.6.12     | 4.6.14                     | 4.6.16                     | 4.6.∞      | 4.6.24i                      | 4.6.18i                      | 4.6.12i                      | 4.6.6i                       |
| Двойственная       |             |             |             |             |            |                            |                            |            |                              |                              |                              |                              |
| Конфигурация грани | V4.6.4      | V4.6.6      | V4.6.8      | V4.6.10     | V4.6.12    | V4.6.14                    | V4.6.16                    | V4.6.∞     | V4.6.24i                     | V4.6.18i                     | V4.6.12i                     | V4.6.6i                      |

## Смотрите также
- Мозаики из выпуклых правильных многоугольников на евклидовой плоскости
- Список однородных мозаик на евклидовой плоскости